# Saint-Christol-lès-Alès
Saint-Christol-lès-Alès é uma comuna francesa na região administrativa de Occitânia, no departamento de Gard. Estende-se por uma área de 20,25 km². Em 2010 a comuna tinha 7 226 habitantes (densidade: 356,8 hab./km²).